# هاشم شعبانی
هاشم شعبانی (عربی: هاشم شعبانی؛ زاده ۱۳۶۱ اهواز – درگذشته ۷ بهمن ۱۳۹۲) نویسنده، شاعر، معلم، فعال مدنی و زندانی سیاسی ایرانی بود. وی دبیر ادبیات عرب و دانش‌آموخته کارشناسی ارشد علوم سیاسی بود. این کنشگر مدنی عرب تبار بعد از دستگیری از طرف وزارت اطلاعات در بازه زمانی یک ساله در مکانی نامعلوم به اتهام فعالیت سیاسی محکوم به اعدام و سپس حکم اعدام وی اجرا شد؛ وی نیز موسس موسسه فرهنگی "گفتگو" (ثبت شده در اداره ارشاد خوزستان : گفتگو، شناحته شده در زبان محلى به عربى: الحوار) است. جنازه وی هیچ وقت به خانواده او تحویل داده نشد. شعبانی هنگام اعدام دارای فرزند ۳ ماهه بود.